# Marvin Höner
Marvin Höner (Bielefeld, 4 mei 1994) is een Duits voetballer die als aanvaller voor Preussen Espelkamp speelt.

## Clubcarrière

### AFC Ajax
Op 24 juni 2013 maakte Ajax de komst van Höner bekend. Hij tekende een vierjarig contract bij de Amsterdammers. Hij is afkomstig van Arminia Bielefeld en maakt deel uit van de nationale jeugdselectie onder 19 jaar.
Höner behoorde gedurende het seizoen 2013/14 tot de selectie van Jong Ajax die zijn toegetreden tot de Jupiler League. Hij debuteerde op 5 augustus 2013 als invaller voor Jong Ajax tegen Telstar. Zijn overgang naar Ajax verliep niet zoals gehoopt voor Höner. Door blessureleed speelde hij sinds zijn debuut slechts 7 wedstrijden voor Jong Ajax waarin hij niet tot scoren kwam. Begin april 2015 liet Ajax weten zijn aflopende contract niet te verlengen. Höner werkte in april een proefperiode af bij Ajax Cape Town in de hoop een contract te verdienen.

### SV Rödinghausen
Höner koos er echter voor om terug te keren naar zijn vaderland. In mei 2015 tekende hij een contract voor drie seizoenen bij SV Rödinghausen dat uitkomt in de Regionalliga West. Hij debuteerde op 1 augustus 2015 voor Rödinghausen in de eerste competitiewedstrijd uit bij Wegberg-Beeck (5-0 winst). Höner kwam na rust in het veld voor Björn Schlottke en was vlak voor tijd trefzeker.